# Wijndragerstoren
De Wijndragerstoren in de stadsmuur van Zwolle is een muurtoren en onderdeel van de stadsverdedigingswerken. De toren staat ten oosten van de Vispoort aan het water.

## Geschiedenis
De stadsmuur langs de Thorbeckegracht moet waarschijnlijk rond 1500 voltooid zijn. De toren stamt uit 1475-1500. Het dak had oorspronkelijk een spitsere vorm. Door nieuwe belegeringstechnieken kwam het bestuur van Zwolle ertoe om op het huidige lagere pannendak over te schakelen. In 2017 werd het dak vervangen.
In vredestijd was de toren de woning van een door de stad aangestelde wijndrager en was het gilde der wijndragers hier gevestigd. De wijndrager was een stedelijk ambtenaar die het vervoer van wijn regelde.
Sinds begin jaren tachtig van de 20e eeuw zit er horeca in het pand.
Poorten: Diezerpoort · Kamperpoort · Luttekepoort · Rode Toren · Sassenpoort · Steenpoort · Vispoort · Waterpoort

Bestaande torens: Pelsertoren · Wijndragerstoren · Zwanentoren